# Кралєвиця
Кра́лєвиця (хорв. Kraljevica, італ. Porto Re) — місто у Хорватії, у Приморсько-Горанській жупанії.

## Загальні відомості
Кралєвиця знаходиться в північно-західній частині країни на узбережжі Адріатичного моря (затока Кварнер) між містами Рієка (23 кілометри) і Цриквениця (22 кілометри). Кралєвиця стоїть на півострові, утвореному з однієї сторони морем, а з другої вузькою протокою, що веде в Бакарську затоку. На березі протоки — великий маяк.
В місті від Адріатичного шосе відгалужується дорога, яка через розташований недалеко від міста Кркський міст веде на острів Крк.
Кралєвиця і околиці — популярне туристичне місце.

## Економіка
Основу економіки міста складає портова справа, суднобудування і туризм.

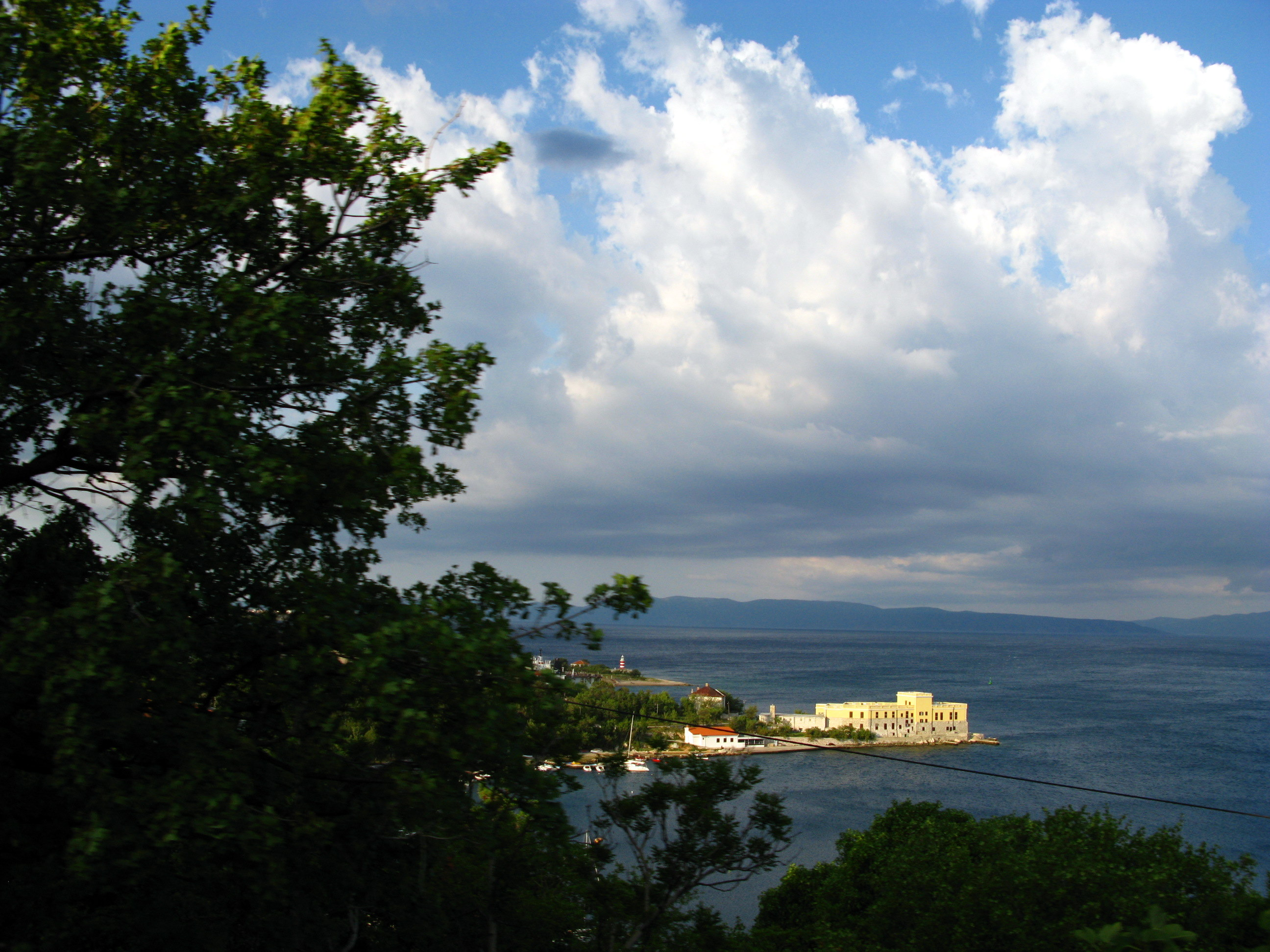
Гавань Кралєвіци

## Історія
Перша згадка про місто датується 1525 роком. Історично Кралєвиця розвивалась як місто корабельників, у місті збереглась найстаріша на Адріатиці верф.
На початку XVII ст. містом стали володіти представники відомої хорватської княжої сім'ї Зринських. В цей час було збудовано Старе місто або місто Зринських. В другій половині XVII ст. Кралєвиця перейшла під владу іншого знаменитого роду Франкопанів, які розширили Старе місто (місто Франкопанів). Саме в Кралєвіці було розроблено план змови Франкопанів і Зринських проти Габсбургів, яка зазнала невдачі .
У 1861 в Кралєвіці народився письменник-містик Рудольф Штайнер.
На суднобудівній верфі міста на початку XX ст. працював Йосип Броз Тіто.

## Населення
Населення громади за даними перепису 2011 року становило 4 618 осіб, 1 з яких назвала рідною українську мову. Населення самого міста становило 2857 осіб.
Динаміка чисельності населення громади:
Динаміка чисельності населення міста:

## Населені пункти
Крім міста Кралєвиця, до громади також входять:
- Бакараць
- Крижище
- Малий Дол
- Шмрика
- Велий Дол

## Клімат
Середня річна температура становить 14,27 °C, середня максимальна – 27,01 °C, а середня мінімальна – 2,06 °C. Середня річна кількість опадів – 1232 мм.
| Клімат міста                                  | Клімат міста | Клімат міста | Клімат міста | Клімат міста | Клімат міста | Клімат міста | Клімат міста | Клімат міста | Клімат міста | Клімат міста | Клімат міста | Клімат міста | Клімат міста |
| Показник                                      | Січ.         | Лют.         | Бер.         | Квіт.        | Трав.        | Черв.        | Лип.         | Серп.        | Вер.         | Жовт.        | Лист.        | Груд.        |              |
| Середній максимум, °C                         | 9,84         | 10,38        | 13,28        | 16,21        | 21,13        | 25,18        | 27,01        | 26,81        | 22,60        | 18,20        | 13,39        | 10,41        |              |
| Середня температура, °C                       | 5,94         | 6,49         | 9,40         | 12,30        | 17,25        | 21,29        | 23,70        | 23,50        | 19,31        | 14,90        | 10,08        | 7,11         |              |
| Середній мінімум, °C                          | 2,06         | 2,59         | 5,50         | 8,42         | 13,35        | 17,39        | 20,40        | 20,21        | 16,00        | 11,60        | 6,77         | 3,81         |              |
| Норма опадів, мм                              | 99           | 79           | 81           | 84           | 85           | 93           | 51           | 74           | 144          | 163          | 155          | 124          |              |
| Середньомісячна швидкість вітру, м/с          | 2.78         | 2.92         | 2.98         | 2.80         | 2.53         | 2.40         | 2.41         | 2.40         | 2.50         | 2.72         | 3.04         | 2.99         |              |
| Середньомісячна сонячна радіація, кДж/м²·день | 4484         | 7245         | 10592        | 15105        | 19363        | 21141        | 22451        | 19397        | 14144        | 9114         | 4898         | 3734         |              |
| --------------------------------------------- | ------------ | ------------ | ------------ | ------------ | ------------ | ------------ | ------------ | ------------ | ------------ | ------------ | ------------ | ------------ | ------------ |
| Джерело:                                      |              |              |              |              |              |              |              |              |              |              |              |              |              |